# Морозов Олександр Олександрович (футболіст)
Олександр Олександрович Морозов нар. 9 березня 1985, Сімферополь) — український футболіст, що грав на позиції нападника. Відомий за виступами у низці українських клубів різних ліг, найбільш відомий за виступами у складі сімферопольської «Таврії» у вищій українській лізі.

## Кар'єра футболіста
Олександр Морозов народився у Сімферополі, та розпочав займатися футболом у ДЮСШ при місцевому клубі «Таврія». З 2002 року Морозова запросили до дорослої команди сімферопольського клубу, спочатку він грав за дублюючий склад, а 25 жовтня 2003 року він дебютував у основі «Таврії» у вищій українській лізі в матчі з кіровоградською «Зіркою». У складі «Таврії» Олександр Морозов грав до кінця 2004 року, зігравши в її складі 7 матчів чемпіонату України та 5 матчів Кубка України. 
З початку сезону 2005/06 років футболіст грав у складі сімферопольської команди першої ліги «Динамо-ІгроСервіс», яке за рік перейменували на «ІгроСервіс» за назвою головного спонсора команди. У складі першолігової сімферопольської команди Морозов грав до закінчення сезону 2007/08 років, зігравши в її складі 95 матчів. 
На початку сезону 2008/09 років Олександр Морозов став гравцем клубу першої ліги «Княжа» (Щасливе), проте вже за півроку перейшов до складу також першолігової київської «Оболоні», в якій пограв також лише півроку. 
Сезон 2009/10 років футболіст провів у складі команди першої ліги «Зірка» з Кіровограда, у матчі з якою він дебютував у професійному футболі. Першу половину сезону 2010—2011 років Олександр Морозов грав у складі кримської команди першої ліги «Фенікс-Іллічовець», проте під час зимової перерви команда знялась із турніру, і футболіст перейшов до складу команди другої ліги «Суми» з однойменного обласного центру. У складі сумської команди Морозов за підсумками сезону 2011/12 років здобув путівку до першої ліги, і вже у першій лізі грав у складі «Сум» до кінця 2012 року. 
На початку 2013 року Олександр Морозов грав у складі першолігового білоцерківського «Арсенала», а в другій половині року грав за команду першої ліги «Титан» з Армянська. 
Після окупації Росією Криму Морозов до 2018 року грав за створені російськими окупантами клуби.